# Michaël Tessier
Michaël Tessier (né le 14 août 1984 à Granby, dans la province de Québec au Canada) est un joueur professionnel canadien de hockey sur glace.

## Carrière de joueur
En 2000, il commence à jouer dans la Ligue de hockey junior majeur du Québec avec le Titan d'Acadie-Bathurst. Au terme de sa deuxième saison, il est repêché en 3e ronde (76e au total) par les Sabres de Buffalo.
L’automne suivant, il retourne avec le Titan d'Acadie-Bathurst. Il est ensuite échangé aux Screaming Eagles du Cap-Breton.
Le 1er septembre 2004, il signe un contrat avec le Crunch de Syracuse de la Ligue américaine de hockey, mais il se retrouve avec leur club-école, les Bombers de Dayton qui évoluent dans l'East Coast Hockey League. Après 14 matchs avec cette formation, il revient dans la LHJMQ, alors qu’il se joint aux Remparts de Québec.
Après avoir passé la saison 2005-2006 avec le Cristal de Saint-Hyacinthe de la Ligue nord-américaine de hockey, il va en France afin de jouer dans la Ligue Magnus. Il passe deux saisons avec les Ducs d'Angers, puis une avec les Diables noirs de Tours.
En automne 2009, il revient au Canada et il se joint aux Marquis de Saguenay de la Ligue nord-américaine de hockey.
Le 18 juin 2011, il est échangé en compagnie de Mathew Ménard au HC Carvena de Sorel-Tracy. Le 9 septembre, il signe un contrat avec l'équipe.
Le 18 août 2013 il signe une prolongation de contrat avec l'équipe qui porte désormais le nom des Éperviers de Sorel-Tracy.

## Statistiques
| Saison    | Équipe                         | Ligue        |    | Saison régulière | Saison régulière | Saison régulière | Saison régulière | Saison régulière |   | Séries éliminatoires | Séries éliminatoires | Séries éliminatoires | Séries éliminatoires | Séries éliminatoires |
| Saison    | Équipe                         | Ligue        | PJ | B                | A                | Pts              | Pun              | PJ               | B | A                    | Pts                  | Pun                  |                      |                      |
| 2000-2001 | Titan d'Acadie-Bathurst        | LHJMQ        | 55 | 4                | 8                | 12               | 110              | 13               | 1 | 0                    | 1                    | 2                    |                      |                      |
| 2001-2002 | Titan d'Acadie-Bathurst        | LHJMQ        | 66 | 22               | 48               | 70               | 83               | 8                | 5 | 5                    | 10                   | 4                    |                      |                      |
| 2002-2003 | Titan d'Acadie-Bathurst        | LHJMQ        | 62 | 20               | 30               | 50               | 114              | 11               | 6 | 11                   | 17                   | 10                   |                      |                      |
| 2003-2004 | Screaming Eagles du Cap-Breton | LHJMQ        | 68 | 31               | 35               | 66               | 103              | 5                | 1 | 3                    | 4                    | 8                    |                      |                      |
| 2004-2005 | Bombers de Dayton              | ECHL         | 14 | 3                | 3                | 6                | 8                | -                | - | -                    | -                    | -                    |                      |                      |
| 2004-2005 | Remparts de Québec             | LHJMQ        | 42 | 15               | 30               | 45               | 63               | 13               | 1 | 10                   | 11                   | 12                   |                      |                      |
| 2005-2006 | Cristal de Saint-Hyacinthe     | LNAH         | 56 | 24               | 25               | 49               | 74               | -                | - | -                    | -                    | -                    |                      |                      |
| 2006-2007 | Ducs d'Angers                  | Ligue Magnus | 22 | 17               | 12               | 29               | 44               | 4                | 3 | 4                    | 7                    | 8                    |                      |                      |
| 2007-2008 | Ducs d'Angers                  | Ligue Magnus | 26 | 12               | 38               | 50               | 71               | 8                | 4 | 3                    | 7                    | 8                    |                      |                      |
| 2008-2009 | Chiefs de Saint-Hyacinthe      | LNAH         | 1  | 0                | 0                | 0                | 2                | -                | - | -                    | -                    | -                    |                      |                      |
| 2008-2009 | Diables noirs de Tours         | Ligue Magnus | 26 | 7                | 22               | 29               | 30               | 2                | 2 | 1                    | 3                    | 2                    |                      |                      |
| 2009-2010 | Marquis de Saguenay            | LNAH         | 36 | 11               | 22               | 33               | 34               | 12               | 5 | 6                    | 11                   | 10                   |                      |                      |
| 2010-2011 | Marquis de Saguenay            | LNAH         | 41 | 15               | 27               | 42               | 52               | 4                | 3 | 1                    | 4                    | 2                    |                      |                      |
| 2011-2012 | HC Carvena de Sorel-Tracy      | LNAH         | 39 | 14               | 29               | 43               | 23               | -                | - | -                    | -                    | -                    |                      |                      |
| 2012-2013 | HC Carvena de Sorel-Tracy      | LNAH         | 38 | 11               | 35               | 46               | 37               | 14               | 1 | 7                    | 8                    | 16                   |                      |                      |
| 2013-2014 | Éperviers de Sorel-Tracy       | LNAH         | 36 | 9                | 19               | 28               | 63               | 8                | 2 | 4                    | 6                    | 4                    |                      |                      |
| 2014-2015 | Riverkings de Cornwall         | LNAH         | 30 | 7                | 23               | 30               | 34               | 7                | 0 | 4                    | 4                    | 0                    |                      |                      |
| 2016-2017 | Maroons de Waterloo            | LHSAM        | 7  | 6                | 6                | 12               | 13               | 8                | 2 | 6                    | 8                    | 6                    |                      |                      |

## Trophées et honneurs personnels
- 2005-2006 : gagne le Trophée de la recrue offensive de la Ligue nord-américaine de hockey avec le Cristal de Saint-Hyacinthe.